# Maite Selva i Huertas
Maite Selva i Huertas   (segle XX) és una diplomada en relacions públiques, batllessa de Begur (2019-2023, 2023-) i diputada al Parlament de Catalunya (13a legislatura) per Junts per Catalunya.
Maite Selva compta amb un màster en Màrqueting i Relacions Públiques i treballa a l’Ajuntament de Begur d'ençà de l’any 1995, on ha desenvolupat diverses tasques. Abans de ser batllessa del poble, en fou regidora durant els mandats 2007 i 2011. Ha estat vicepresidenta de l'Associació Catalana de Municipis; i d'ençà del 2023 ocupa el càrrec de vicepresidenta internacional de la xarxa Cittaslow.